# Scott Gibson
Scott Gibson (sinh ngày 26 tháng 8 năm 1984) là một cựu cầu thủ bóng đá người Anh thi đấu ở vị trí tiền vệ.
Gibson thi đấu chuyên nghiệp với Pittsburgh Riverhounds tại USL Second Division năm 2008, có màn ra mắt chuyên nghiệp ngày 7 tháng 6 năm 2008 trong thất bại 5–3 trên sân khách trước Wilmington Hammerheads.